# Diaphania hemicitralis
Diaphania hemicitralis is een vlinder uit de familie van de grasmotten (Crambidae), uit de onderfamilie van de Spilomelinae. De wetenschappelijke naam van deze soort is voor het eerst voorgesteld als Glyphodes hemicitralis door George Francis Hampson in een publicatie uit 1912. De spanwijdte van het mannetje bedraagt 28 millimeter.
De soort komt voor in Panama, Venezuela en Guyana.